# باشگاه ورزشی کاسا پیا
باشگاه ورزشی کاسا پیا (انگلیسی: Casa Pia A.C.) یک باشگاه ورزشی چند منظوره پرتغالی است که در لیسبون قرار دارد. این باشگاه در سال ۱۹۲۰ تاسیس گردیده است و بیش‌تر به خاطر تیم فوتبال خود، که در لیگ برتر فوتبال پرتغال فعالیت دارد مشهور است.

## تاریخچه
این باشگاه به نام کاسا پیا، یک موسسه خیریه کودکان پرتغالی، نامگذاری شده است و بسیاری از ورزشکاران آن از آن موسسه هستند. استادیوم فوتبال آن، ورزشگاه پینا مانیک است که به افتخار ریوشی ، موسس خیریه کودکان کاسا پیا نامگذاری شده است.